# Первая Григорьевка
Пе́рвая Григо́рьевка — село в Сакмарском районе Оренбургской области. Административный центр Украинского сельсовета.

## География
Село находится на расстоянии примерно 21 км (по прямой) к северо-востоку от села Сакмара, административного центра района.

### Часовой пояс
Село Первая Григорьевка, как и вся Оренбургская область, находится в часовой зоне МСК+2. Смещение применяемого времени относительно UTC составляет +5:00.

## История
Основано в 1836 году крепостными крестьянами села Сухой Калаис Кирсановского уезда Тамбовской губернии, переселёнными сюда генералом Исаевым. Альтернативное название села — Кабяково. В 1866 году в селе имелось 103 двора с населением 648 человек. В 1911 году была построена деревянная церковь. В советское время работал колхоз имени XXI съезда КПСС.

## Население
| 2010 |
| ---- |
| 760  |

### Национальный состав
Согласно результатам переписи 2002 года, в национальной структуре населения русские составляли 78 % из 713 чел.